# جون فيتزباتريك (لاعب كريكت)
جون فيتزباتريك (بالإنجليزية: John Fitzpatrick)‏ (26 يونيو 1889 في أستراليا - 16 أغسطس 1952 في أستراليا) هو لاعب كريكت أسترالي. لعب مع فريق فكتوريا للكريكت.

## وصلات خارجية
- جون فيتزباتريك (لاعب كريكت) على موقع إي آس بي آن كريك إنفو (الإنجليزية)